# حالة اللعب (مسلسل)
حالة اللعب (بالإنجليزية: State of Play) هو مسلسل درامي تلفزيوني بريطاني لعام 2003، من إخراج دايفيد ييتس وسيناريو بول أبوت، تم بثه لأول مرة على بي بي سي الأولى في عام 2003.

## القصة
يحكي المسلسل قصة تحقيق إحدى الصحف في وفاة باحث سياسي، ويركز على العلاقة بين الصحفي البارز كال ماكافري وصديقه القديم ستيفن كولينز عضو البرلمان وصاحب عمل المرأة المقتولة، تدور أحداث المسلسل بشكل أساسي في لندن.

## طاقم التمثيل
- جون سيم
- ديفيد موريسي
- كيلي ماكدونالد
- بيل ناي
- جيمس مكافوي
- بولي ووكر
- فيليب غلنيستر
- مارك وارين
- جيمس لورينسون
- بيندكت وونغ
- اميليا بولمور
- ديبورا فيندلي
- توم بيرك
- ريبيكا ريان
- روري ماكان
- مايكل فيست
- ريبيكا ستاتون
- يوهان مايرز
- مورين هيبرت
- شونا ماكدونالد
- كريستوفر سيمبسون

## روابط خارجية
- حالة اللعب على موقع IMDb (الإنجليزية)
- حالة اللعب على موقع ميتاكريتيك (الإنجليزية)
- حالة اللعب على موقع روتن توميتوز (الإنجليزية)
- حالة اللعب على موقع نتفليكس (الإنجليزية)
- حالة اللعب على موقع ليتربوكسد (الإنجليزية)
- حالة اللعب على موقع كينوبويسك (الروسية)
- حالة اللعب على موقع ألو سيني (الفرنسية)
- حالة اللعب على موقع قاعدة بيانات الفيلم (الإنجليزية)